# Nachal Chochit
Nachal Chochit (hebrejsky: נחל חוחית) je vádí v severním Izraeli, v pohoří Gilboa a v Jizre'elském údolí, které rovněž zčásti protéká územím Západního břehu Jordánu.
Začíná v nadmořské výšce okolo 300 metrů v západní (severní) části pohoří Gilboa, na jižních svazích hory Har Giborim a vrchu Giv'at Chochit. Vádí směřuje k jihu a klesá po odlesněných svazích směrem k palestinské vesnici Arabuna, kterou míjí na západní straně. Vádí zde vstupuje na území Západního břehu Jordánu, které od počátku 21. století odděluje izraelská bezpečnostní bariéra. Pak se stáčí k západu a vstupuje do zemědělsky využívaného Jizre'elského údolí, kde pak opětovně vstupuje na území Izraele. Jižně od vesnice Sandala zde ústí zleva do vádí Nachal Gilboa.